# Aeroporto Internazionale di Savannah/Hilton Head
L'Aeroporto Internazionale di Savannah/Hilton Head (IATA: SAV, ICAO: KSAV) è un aeroporto civile e militare statunitense della Georgia situato a 13 km a nordovest di Savannah. L'aeroporto, situato a 15 m s.l.m. e utilizzato per i voli domestici, dispone di due Piste in calcestruzzo: una pista con orientamento 10/28 lunga 2.850 metri e l'altra pista con orientamento 1/19 lunga 2.134 metri.